# سیارک ۱۱۸۵۶
سیارک ۱۱۸۵۶ (به انگلیسی: 11856 Nicolabonev، نامگذاری:1988RM8)۱۱۸۵۶مین سیارک کشف شده‌است که در ۱۱ سپتامبر ۱۹۸۸ کشف شد.